# Magasins réunis (Cherbourg)
Les Magasins réunis de Cherbourg-en-Cotentin est un ancien grand magasin, s'étalant du no 2 au 10 de la rue Gambetta et du no 46 au 56 de la rue des Portes.  

## Histoire
Lucien Ratti naît en 1870 à Domèvre-sur-Vezouze. Commerçant, il s'installe à Cherbourg-en-Cotentin en 1904 et achète progressivement plusieurs habitations mitoyennes, rue Gambetta et rue des Portes. La même année, Lucien Ratti ouvre rue Gambetta le magasin « À la frileuse, Nouveautés, Confection, Maison L. Ratti », dans un bâtiment du XIXe siècle construit sur le modèle de la Samaritaine. 
En 1920, il charge l'architecte René Levavasseur de rassembler l'ensemble des bâtiments dont il avait fait l'acquisition, en un seul grand magasin. Le chantier s'achève neuf ans plus tard, en 1929. Les Grands magasins Ratti sont inaugurés le 1er et le 4 juillet 1929.   
En 1954, l'édifice est acquis par la société des Magasins réunis. Baptisé une première fois « Nouveaux Magasins Ratti », il est finalement nommé « Magasins réunis » à partir de 1962. Néanmoins, l’appellation d'origine « Magasin Ratti » reste fréquemment employée, même après ce changement.  
Comme beaucoup d'autres Magasins réunis, celui de Cherbourg devient la propriété du Printemps en 1982. En 1994, le magasin est racheté par l'enseigne Eurodif, puis par Eurinvest en 2008.    

### Description
Ce bâtiment de style Art déco, est construit en béton armé, métal et enduit, et s'étend sur cinq niveaux (rez-de-chaussée, trois étages et combles).      

#### La façade
En façade, le premier et le deuxième étage sont reliés par de longs pilastres cannelés et disposées de part et d'autre de larges baies. Entre 1969 et 1970, ces ouvertures ont été condamnées par un panneautage de marbre blanc, ne laissant comme source de lumière que quelques bandeaux vitrés.     
Le troisième étage, prenant la forme d'un attique, est éclairé par plusieurs triples baies à frontons brisés. L'étage des combles est quant à lui éclairé par des lucarnes rampantes.    
L'entrée, surmontée d'une marquise en tôle pliée, s'effectuait par le pavillon en saillie situé à l'angle de la rue des Portes et de la rue Gambetta. Le tympan Art déco de ce dernier comporte encore le nom de l'enseigne « Ratti » écrit en mosaïque dorée, et est surmonté d'un clocher octogonal ajouré, lui-même coiffé d'un dôme recouvert d'ardoises. Le toit en forme de pavillon est également recouvert d'ardoises.     
Sous la corniche séparant le deuxième et le troisième étage est sculptée une guirlande composée de motifs floraux et de divers ornements (perles, vagues). Les corniches, les tympans ainsi que le clocher sont quant à eux ornés de frises de roses à côté desquelles figurent les initiales entrelacées « LR »,  de Lucien Ratti.      

#### L'intérieur du magasin
L'intérieur s'articulait selon un système de galeries courant sur tout le pourtour du bâtiment. Elles étaient rythmées par des piliers et des gardes-corps en fer forgées ornés de frises végétales. Les galeries donnaient sur le rez-de-chaussée, alors éclairé d'une grande verrière qui faisait profiter l'ensemble du magasin d'une lumière zénithale. Au dernier étage se trouvaient des corniches agrémentées de consoles architecturales décorées de motifs floraux ainsi que de soleils.      
À l'intérieur du magasin se déployait un grand escalier en bois qui desservait les trois étages. Dans les années 60 sont entrepris des travaux de rénovation. L'escalier est remplacé en 1960 et en 1963, des escaliers mécaniques sont installés pour faciliter les accès aux étages.

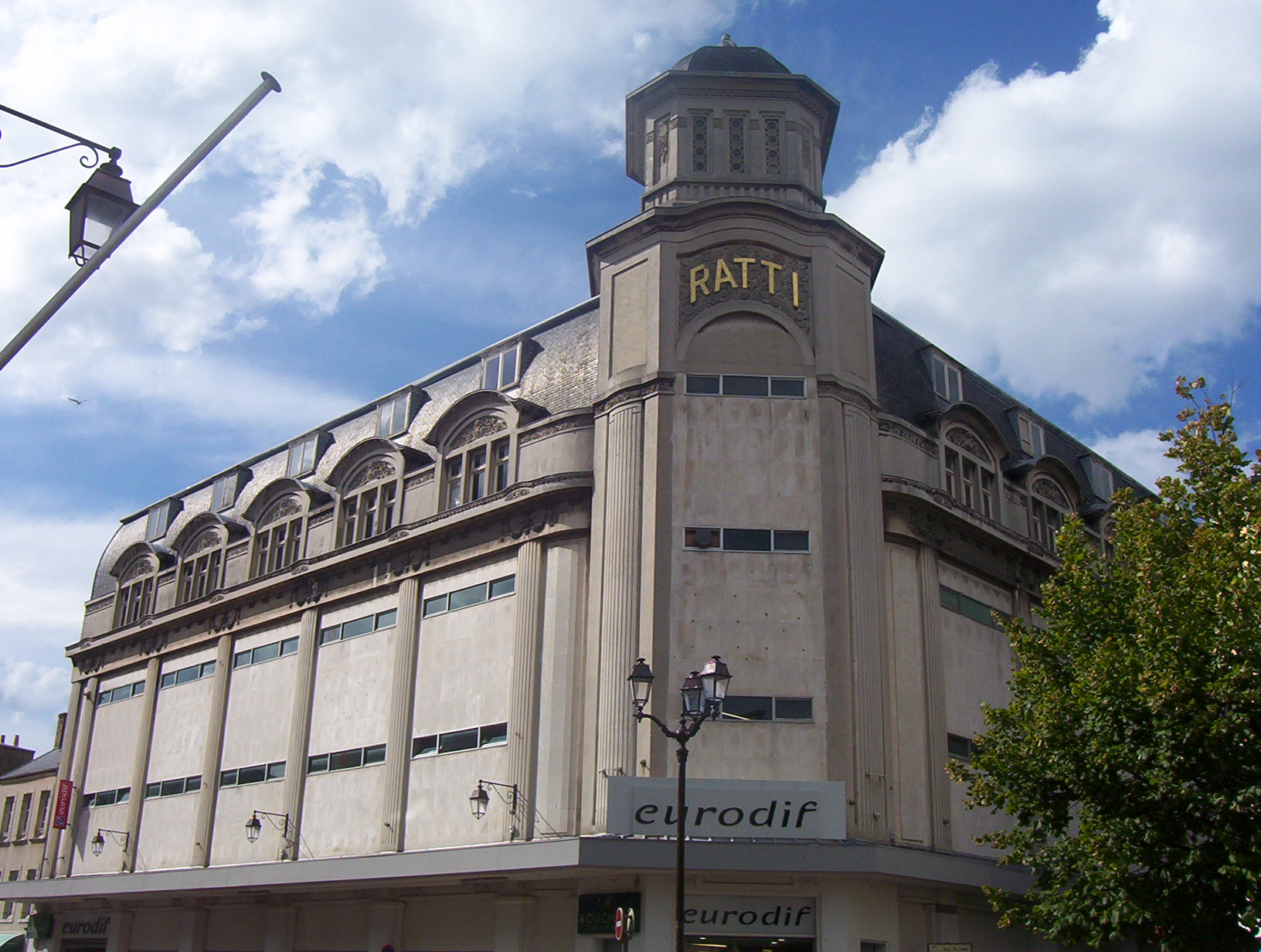
Photographie du bâtiment des Magasins réunis de Cherbourg en 2006, donnant à voir les baies vitrées condamnées depuis les années 70.